# Niagara Falls (New York)
Niagara Falls is een stad in de Verenigde Staten in de staat New York. De stad had in het jaar 2000 55.593 inwoners op een oppervlakte van 43,5 km².
Aan de andere kant van de grens in de staat Ontario in Canada ligt het gelijknamige Niagara Falls. Beide steden zijn vooral bekend vanwege de Niagarawatervallen.

## Plaatsen in de nabije omgeving
De onderstaande figuur toont nabijgelegen plaatsen in een straal van 20 km rond Niagara Falls.

## Geboren
- Charlie Utter (1838-?), bekend persoon uit het Wilde Westen
- Franchot Tone (1905-1968), acteur
- April Stevens (1929-2023), zangeres
- Nino Tempo (1935-2025), zanger

- Pat E. Johnson (1939-2023), acteur, Tang Soo Do instructeur
- John DeFrancesco (1940-2024), jazz-organist